# 45. Międzynarodowy Festiwal Filmowy w Cannes
45. Międzynarodowy Festiwal Filmowy w Cannes odbył się w dniach 7−18 maja 1992 roku. Imprezę otworzył pokaz amerykańskiego filmu Nagi instynkt w reżyserii Paula Verhoevena. W konkursie głównym zaprezentowanych zostało 21 filmów pochodzących z 11 różnych krajów.
Jury pod przewodnictwem francuskiego aktora Gérarda Depardieu przyznało nagrodę główną festiwalu, Złotą Palmę, szwedzkiemu filmowi Dobre chęci w reżyserii Bille Augusta. Drugą nagrodę w konkursie głównym, Grand Prix, przyznano włoskiemu filmowi Złodziej dzieci w reżyserii Gianniego Amelio.

## Członkowie jury

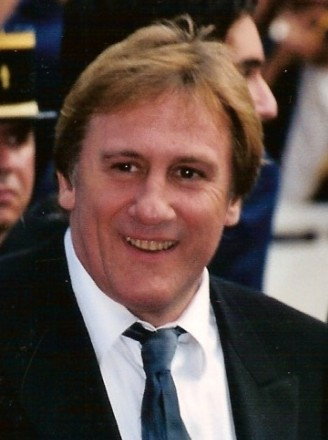
Przewodniczący jury konkursu głównego Gérard Depardieu.

### Konkurs główny
- Gérard Depardieu, francuski aktor − przewodniczący jury[3]
- Pedro Almodóvar, hiszpański reżyser
- John Boorman, brytyjski reżyser
- René Cleitman, francuski producent filmowy
- Jamie Lee Curtis, amerykańska aktorka
- Carlo Di Palma, włoski operator filmowy
- Nana Dżordżadze, gruzińska reżyserka
- Lester James Peries, lankijski reżyser
- Serge Toubiana, francuski krytyk filmowy
- Joële Van Effenterre, francuska montażystka filmowa

### Złota Kamera – debiuty reżyserskie
- André Delvaux, belgijski reżyser − przewodniczący jury
- Olivier Bauer, francuski aktor
- Gian Piero Brunetta, włoski dziennikarz
- Pierre Favre, francuski krytyk filmowy
- Richard Hasselmann, francuski miłośnik kina
- João Lopes, portugalski krytyk filmowy
- David Meeker, brytyjski historyk filmu i jazzu
- Gérard Mordillat, francuski reżyser i pisarz

## Selekcja oficjalna

### Otwarcie i zamknięcie festiwalu
|             | Tytuł         | Reżyseria      | Kraj              |
| ----------- | ------------- | -------------- | ----------------- |
| Otwierający | Nagi instynkt | Paul Verhoeven | Stany Zjednoczone |
| Zamykający  | Za horyzontem | Ron Howard     | Stany Zjednoczone |

### Konkurs główny
Następujące filmy zostały wyselekcjonowane do udziału w konkursie głównym o Złotą Palmę:
| Tytuł polski                   | Tytuł oryginalny                             | Reżyseria            | Kraj produkcji    |
| ------------------------------ | -------------------------------------------- | -------------------- | ----------------- |
| Au pays des Juliets            | Au pays des Juliets                          | Mehdi Charef         | Francja           |
| Nagi instynkt                  | Basic Instinct                               | Paul Verhoeven       | Stany Zjednoczone |
| Wypadek                        | Crush                                        | Alison Maclean       | Nowa Zelandia     |
| Dobre chęci                    | Den goda viljan                              | Bille August         | Szwecja           |
| Powrót do Howards End          | Howards End                                  | James Ivory          | Wielka Brytania   |
| Hieny                          | Hyènes                                       | Djibril Diop Mambéty | Senegal           |
| Złodziej dzieci                | Il ladro di bambini                          | Gianni Amelio        | Włochy            |
| Léolo                          | Léolo                                        | Jean-Claude Lauzon   | Kanada            |
| Koniec długiego dnia           | The Long Day Closes                          | Terence Davies       | Wielka Brytania   |
| Lunapark                       | Луна-парк Łuna-park                          | Pawieł Łungin        | Rosja             |
| Ciemność w południe            | L'oeil qui ment                              | Raúl Ruiz            | Francja           |
| Myszy i ludzie                 | Of Mice and Men                              | Gary Sinise          | Stany Zjednoczone |
| Gracz                          | The Player                                   | Robert Altman        | Stany Zjednoczone |
| Powrót Casanovy                | Le retour de Casanova                        | Edouard Niermans     | Francja           |
| Samodzielne życie              | Самостоятельная жизнь Samostojatielnaja żyzń | Witalij Kaniewski    | Rosja             |
| Wartownik                      | La sentinelle                                | Arnaud Desplechin    | Francja           |
| Prości faceci                  | Simple Men                                   | Hal Hartley          | Stany Zjednoczone |
| Słońce pośród liści pigwy      | El sol del membrillo                         | Víctor Erice         | Hiszpania         |
| Obcy wśród nas                 | A Stranger Among Us                          | Sidney Lumet         | Stany Zjednoczone |
| Twin Peaks: Ogniu krocz ze mną | Twin Peaks: Fire Walk with Me                | David Lynch          | Stany Zjednoczone |
| Podróż                         | El viaje                                     | Fernando Solanas     | Argentyna         |

### Pokazy pozakonkursowe
Następujące filmy zostały wyświetlone na festiwalu w ramach pokazów pozakonkursowych:
| Tytuł polski                                | Tytuł oryginalny                           | Reżyseria                  | Kraj produkcji    |
| ------------------------------------------- | ------------------------------------------ | -------------------------- | ----------------- |
| Farma aniołów                               | Änglagård                                  | Colin Nutley               | Szwecja           |
| Dąb                                         | Balanţa                                    | Lucian Pintilie            | Rumunia           |
| Le batteur du boléro (film krótkometrażowy) | Le batteur du boléro                       | Patrice Leconte            | Francja           |
| Piękna i Bestia                             | Beauty and the Beast                       | Gary Trousdale i Kirk Wise | Stany Zjednoczone |
| Chłopcy Świętego Piotra                     | Drengene fra Sankt Petri                   | Søren Kragh-Jacobsen       | Dania             |
| Za horyzontem                               | Far and Away                               | Ron Howard                 | Stany Zjednoczone |
| To serce wojownika                          | Krigerens hjerte                           | Leidulv Risan              | Norwegia          |
| Mapa ludzkiego serca                        | Map of the Human Heart                     | Vincent Ward               | Australia         |
| Premiera (wersja odrestaurowana)            | Opening Night                              | John Cassavetes            | Stany Zjednoczone |
| Droga do miasta (wersja odrestaurowana)     | পথের পাঁচালী Pather Panchali                    | Satyajit Ray               | Indie             |
| Patrick Dewaere                             | Patrick Dewaere                            | Marc Esposito              | Francja           |
| Wściekłe psy                                | Reservoir Dogs                             | Quentin Tarantino          | Stany Zjednoczone |
| Sarafina!                                   | Sarafina!                                  | Darrell Roodt              | Południowa Afryka |
| Jak w niebie                                | Svo á jörðu sem á himni                    | Kristín Jóhannesdóttir     | Islandia          |
| Otello (wersja odrestaurowana)              | The Tragedy of Othello: The Moor of Venice | Orson Welles               | Stany Zjednoczone |

### Sekcja "Un Certain Regard"
Następujące filmy zostały wyświetlone na festiwalu w ramach sekcji "Un Certain Regard":
| Tytuł polski                                  | Tytuł oryginalny                        | Reżyseria            | Kraj produkcji    |
| --------------------------------------------- | --------------------------------------- | -------------------- | ----------------- |
| Moja Ameryka                                  | American Me                             | Edward James Olmos   | Stany Zjednoczone |
| Jabłonie                                      | Apfelbäume                              | Helma Sanders-Brahms | Niemcy            |
| Averills Ankommen                             | Averills Ankommen                       | Michael Schottenberg | Austria           |
| Zły porucznik                                 | Bad Lieutenant                          | Abel Ferrara         | Stany Zjednoczone |
| W domu z Claude’em                            | Being at Home with Claude               | Jean Beaudin         | Kanada            |
| Mój kuzyn Bobby                               | Cousin Bobby                            | Jonathan Demme       | Stany Zjednoczone |
| Współczesne zbrodnie                          | Crímenes modernos                       | Alejandro Agresti    | Argentyna         |
| Czekista                                      | Чекист Cziekist                         | Aleksandr Rogożkin   | Rosja             |
| Noc poślubna                                  | Hochzäitsnuecht                         | Pol Cruchten         | Luksemburg        |
| Kryształowe noce                              | Κρυστάλλινες νύχτες Krystallines nyhtes | Tonia Marketaki      | Grecja            |
| Pamięć wody                                   | La memoria del agua                     | Héctor Fáver         | Argentyna         |
| Mon Desir (film krótkometrażowy)              | Mon Desir                               | Nicky Marshall       | Nowa Zelandia     |
| Kobieta na wczasach                           | A nyaraló                               | Can Togay            | Węgry             |
| Wół                                           | Oxen                                    | Sven Nykvist         | Szwecja           |
| Praga                                         | Prague                                  | Ian Sellar           | Wielka Brytania   |
| Roztańczony buntownik                         | Strictly Ballroom                       | Baz Luhrmann         | Australia         |
| Radosne dni                                   | Счастливые дни Szczastliwyje dni        | Aleksiej Bałabanow   | Rosja             |
| Through an Open Window (film krótkometrażowy) | Through an Open Window                  | Eric Mendelsohn      | Stany Zjednoczone |
| Błękitne oczy Yonty                           | Udju Azul di Yonta                      | Flora Gomes          | Gwinea Bissau     |
| A życie trwa dalej                            | زندگی و دیگر هیچ Zendegi va digar hich  | Abbas Kiarostami     | Iran              |

## Laureaci nagród

### Konkurs główny
Złota Palma

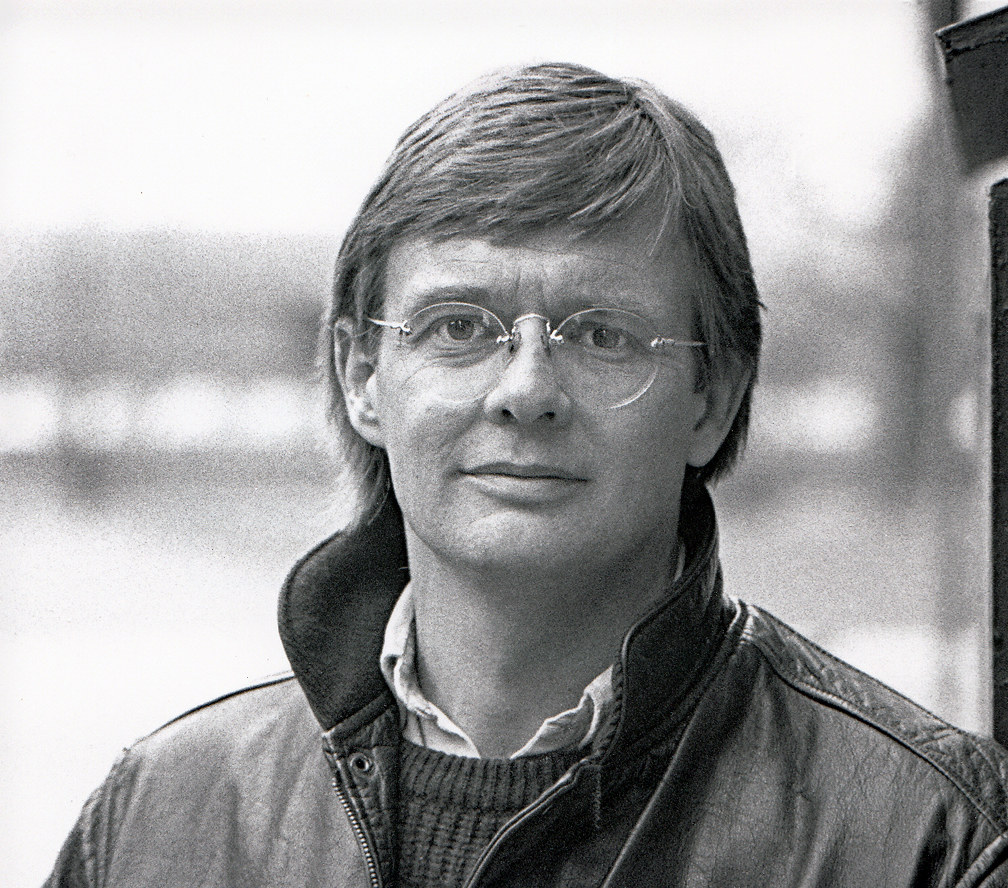
Bille August, zdobywca Złotej Palmy.

- Dobre chęci, reż. Bille August

Grand Prix
- Złodziej dzieci, reż. Gianni Amelio

Nagroda Jury
- Samodzielne życie, reż. Witalij Kaniewski
- Słońce pośród liści pigwy, reż. Víctor Erice

Najlepsza reżyseria
- Robert Altman − Gracz

Najlepsza aktorka
- Pernilla August − Dobre chęci

Najlepszy aktor
- Tim Robbins − Gracz

Nagroda Specjalna z okazji 45-lecia festiwalu
- Powrót do Howards End, reż. James Ivory

### Konkurs filmów krótkometrażowych
Złota Palma dla najlepszego filmu krótkometrażowego
- Omnibus, reż. Sam Karmann

Nagroda Specjalna Jury dla najlepszego filmu krótkometrażowego
- La sensation, reż. Manuel Poutte

### Wybrane pozostałe nagrody

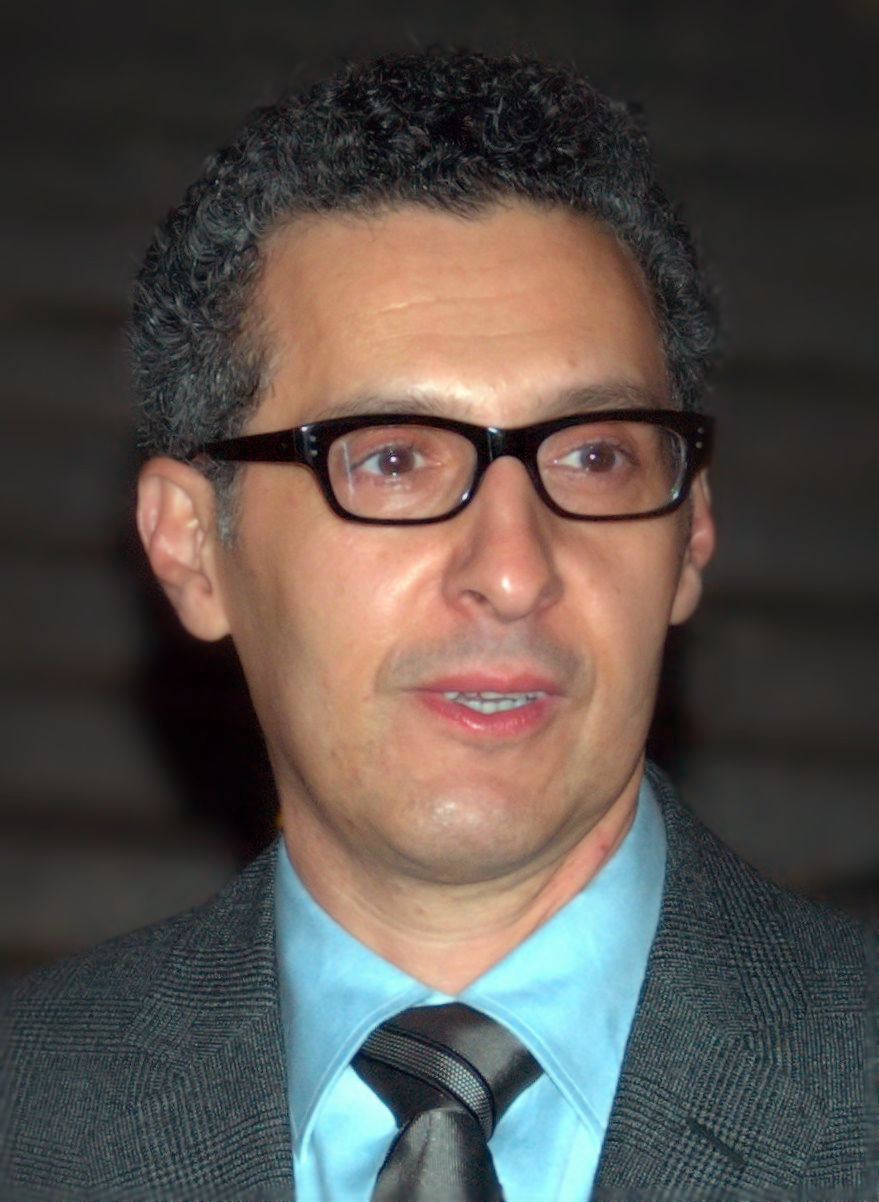
Zdobywca Złotej Kamery John Turturro.

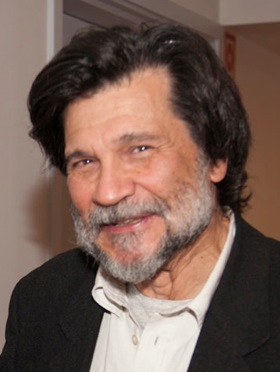
Nagrodzony reżyser Víctor Erice.

Złota Kamera za najlepszy debiut reżyserski
- Mac, reż. John Turturro

Nagroda FIPRESCI
- Słońce pośród liści pigwy, reż. Víctor Erice

Nagroda Jury Ekumenicznego
- Złodziej dzieci, reż. Gianni Amelio
  - Wyróżnienie specjalne:  Au pays des Juliets, reż. Mehdi Charef /  Podróż, reż. Fernando Solanas

Wielka Nagroda Techniczna
- Fernando Solanas za stronę techniczną i wizualną filmu Podróż

Nagroda Młodych
- Najlepszy film zagraniczny:  Roztańczony buntownik, reż. Baz Luhrmann
- Najlepszy film francuski:  Bez krzyku, reż. Jeanne Labrune
  - Nagroda Specjalna:  Człowiek pogryzł psa, reż. Rémy Belvaux, André Bonzel i Benoît Poelvoorde